# Matthias Albrecht (Politiker)

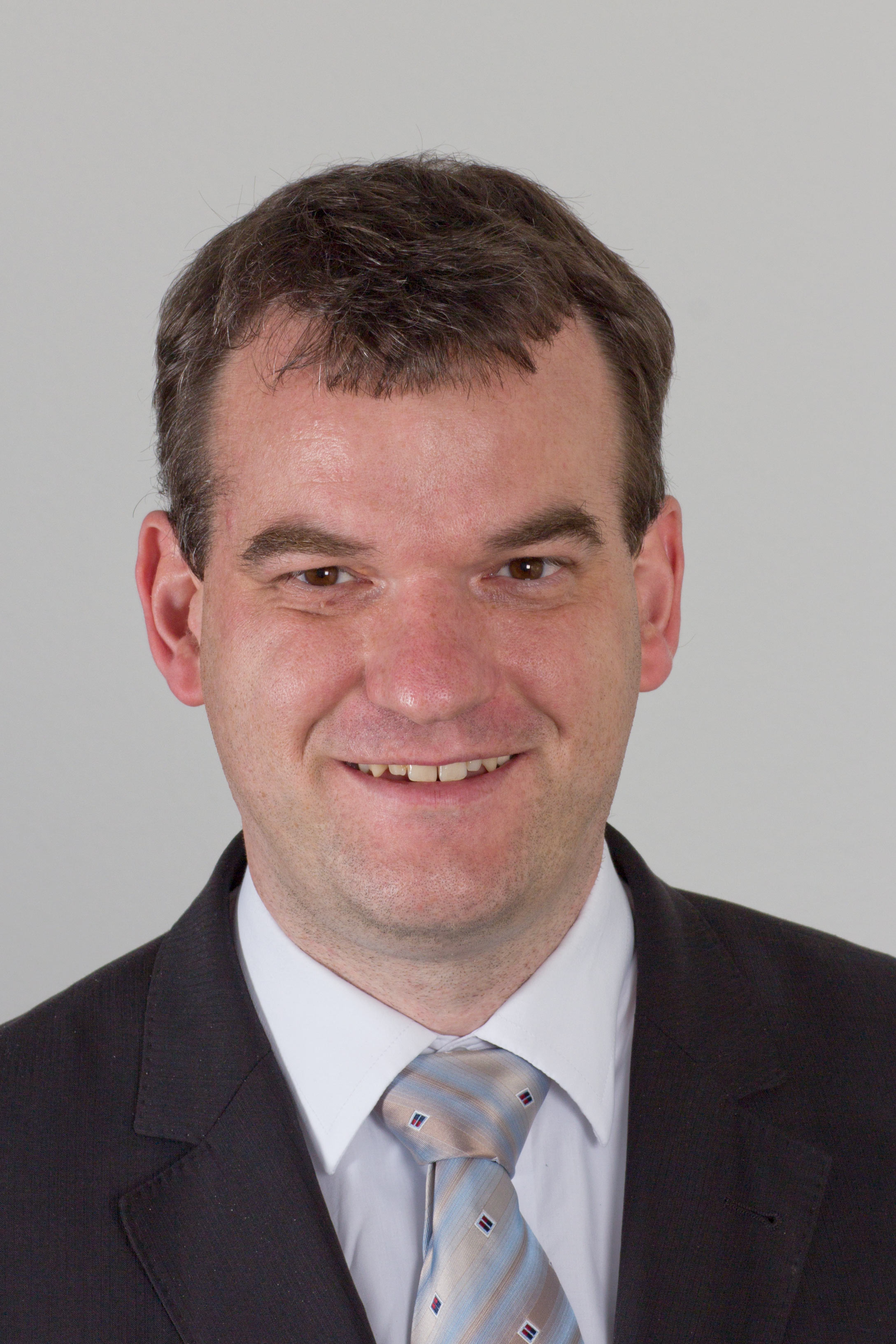
Matthias Albrecht

Matthias Albrecht (* 31. Januar 1973 in Hamburg) ist ein deutscher Politiker. Er war Abgeordneter der 20. Hamburger Bürgerschaft (SPD).

## Leben
Matthias Albrecht wurde in Hamburg geboren und wuchs dort auf. Nach dem Abitur brach er ein Informatikstudium ab und leistete seinen Wehrdienst bei der Luftwaffe. Mit 19 Jahren zog er nach Berlin, absolvierte dort eine Ausbildung zum Landschaftsgärtner und war später Ausbilder in einer Friedhofsgärtnerei im Bezirk Charlottenburg-Wilmersdorf.

## Politische Karriere
Matthias Albrecht ist seit 1992 Mitglied der SPD, war von 1996 bis 1998 Kreisvorsitzender der Jusos Berlin-Neukölln und ab 1999 Bezirksverordneter in der Bezirksverordnetenversammlung Neukölln, zuletzt bis 2008 als stellvertretender SPD-Fraktionsvorsitzender. Von 2001 bis 2008 hatte er einen Posten als Büroleiter im Bundestagsbüro des damaligen Bundestagsabgeordneten und Parlamentarischen Staatssekretärs beim Bundesminister für Wirtschaft und Arbeit, Ditmar Staffelt (SPD), der sein Mandat für eine Lobbyistentätigkeit beim europäischen Luft- und Raumfahrtkonzern EADS niederlegte. Ende 2008 wechselte Albrecht zurück nach Hamburg und übernahm eine Position als Kreisgeschäftsführer der SPD im Bezirk Hamburg-Wandsbek.

## Hamburgisches Bürgerschaftsmandat
Bei der Bürgerschaftswahl in Hamburg 2011 wurde Matthias Albrecht über Platz 34 der Landesliste in die Bürgerschaft gewählt. Er saß für seine Fraktion im Eingabenausschuss, im Haushaltsausschuss und dessen Unterausschuss IuK-Technik und Verwaltungsmodernisierung und im Umweltausschuss. Er war der Energieexperte der SPD-Bürgerschaftsfraktion. Bei der Bürgerschaftswahl 2015 kandidierte er auf Platz 22 der Landesliste, verlor jedoch sein Mandat.

## Mitgliedschaften
Albrecht ist Mitglied des Reichsbanners Schwarz-Rot-Gold, der Arbeiterwohlfahrt (AWO) und der Gewerkschaft ver.di.